# Ubertino Landi

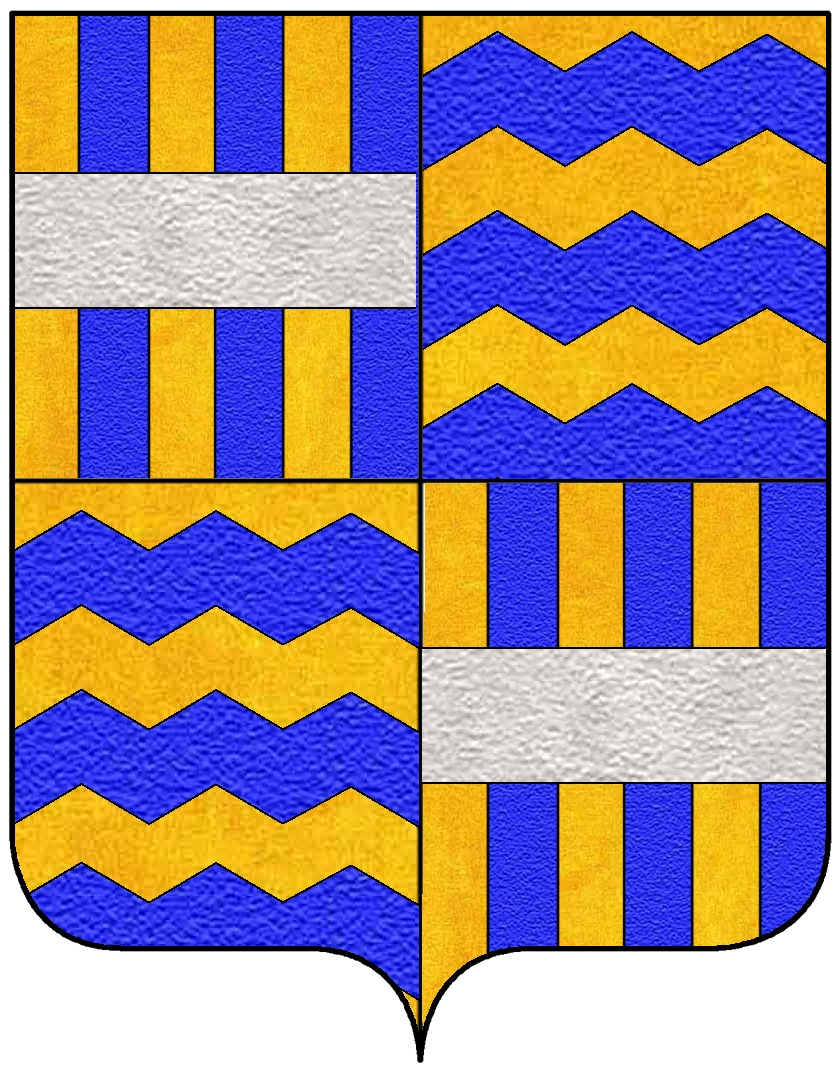
Stemma dei Landi

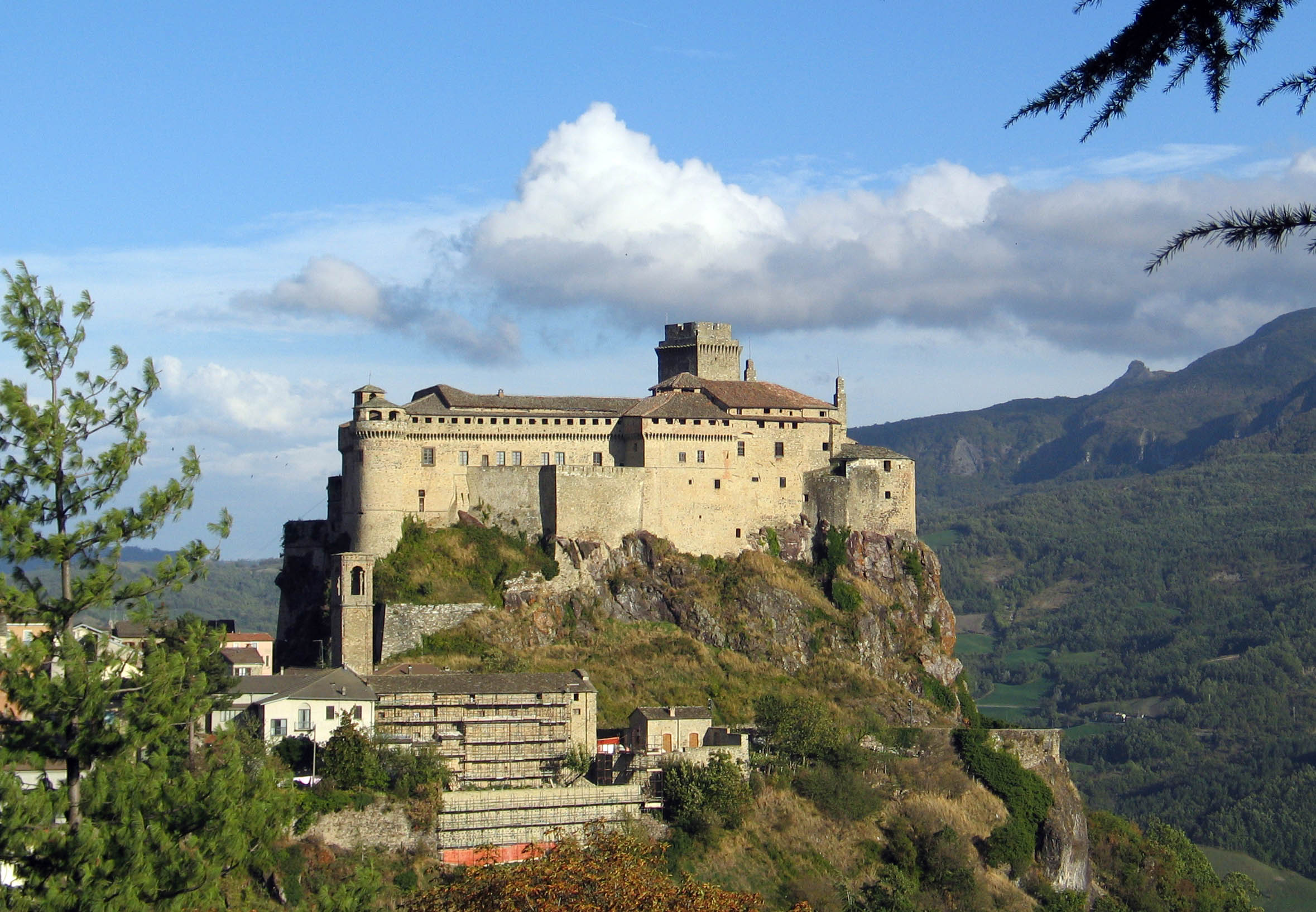
Castello dei Landi a Bardi

Ubertino (Albertino) Landi (1220 circa – Montarsiccio, 1298 circa) è stato un politico italiano.

## Biografia
Fu uno degli esponenti più illustri della famiglia Landi. Era figlio di Giannone e di Mabilia dei Landi, a sua volta figlio di Guglielmo I, capostipite della famiglia Landi.
Fu podestà e governatore della Repubblica di Siena nel 1250 ed acquistò in seguito terre e castelli nella Val di Taro e Valle del Ceno che già erano stati dei Malaspina. 
Fu signore di numerosi feudi: Signore della Val di Taro e di Borgo Val di Taro di cui era Marchese, Bardi e Compiano, Bedonia, Montarsiccio, Gravago, Valdena, Borgallo, Pietra Caravina, Tizano, Pietra Piana, Montereggio, Casaleggio, Castel d'Azzone, Ville del Ceno, il Castello del Poggio, il Seno, le Caselle del Po, Roncarolo, le Buonissime, Chiavenna, Rivalta, Veiano, Montezago, Viserano, Monzolano, Settimo, Rivergaro, Guardamiglio, la Contessa, Valera, San Pietro in Cerro, Pulignano, Arsura, Caorso, Sparviera, Turvigo, Sannazaro, Ancorano, Cagnano, Ponticelli, Fontana Landa, Romagnese, Ruino, Trebecco, Zavattarello, Montesaglio, Monteverde, Lazzarello, Monte Acuto de' Rossi ed altri.
Capo dei ghibellini piacentini, nel 1263 fu investito dal Vescovo di Bobbio dei feudi di Romagnese, Ruino, Valverde, Zavattarello e di altri in Val Tidone. Nel 1268 fu investito da Corradino di Svevia, del quale era al servizio, della contea di Venafro e di altri feudi del Molise.
Morì nel 1298 a Montarsiccio, oggi frazione del comune parmense di Bedonia, e qui venne sepolto all'interno della locale chiesa di San Martino Vescovo. La sua tomba riemerse nel 1927 in occasione di alcuni lavori di ampliamento condotti nel coro della chiesa: sollevata la lastra tombale, in essa venne ritrovato lo scheletro di Ubertino caratterizzato da una cinta di pelle alta 5 cm che gli cingeva i fianchi con al lato sinistro una spada a due tagli con un prezioso manico d'osso intarsiato e bottoni in metallo.

## Discendenza
Ubertino sposò in prime nozze Isabella Lancia, figlia di Galvano conte di Fondi e cugina del re Manfredi di Sicilia, dalla quale ebbe due figli:
- Galvano (?-1297), sposò nel 1280 Marsignina Scotti
- Corrado

Sposò in seconde nozze Adelasia Sannazzaro di Pavia.